# Alcyone (stea)

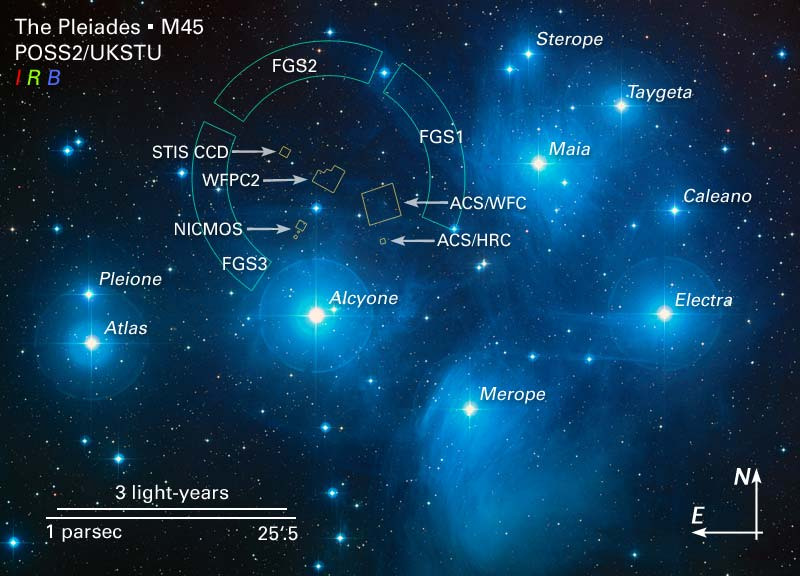
Alcyone este steaua cea mai strălucitoare (în centru)

Alcyone (η Tau, η Tauri, Eta Tauri) este un sistem stelar din constelația Taurul. Este cea mai strălucitoare stea din roiul stelar deschis Pleiadele și are minim 50 de milioane de ani. Se află la aproximativ 370 de ani lumină de Pământ. 

## Denumire
Este numită după Alcyone, una din pleiadele mitologice. Este cunoscută ca 昴宿六 (a șasea stea a capului păros) în chineză.

## Descriere
Componenta principală a sistemului, Alcyone A, este o gigantă albastră-albă de tip spectral B și de magnitudine aparentă 2,87. Este vorba despre o binară cu eclipse, ale cărei componente sunt separate de 0,031 secunde de arc, ceea ce, ținând cont de depărtare, ar corespunde aproximativ distanței Soare - Jupiter (~ 5 ua).
Alte trei stele orbitează în jurul acestei stele binare: Alcyone B și Alcyone C; acestea sunt amândouă stele pitice de tip A și de magnitudine 8, și separate respectiv de Alcyone A de 117 și 181 de secunde de arc. Alcyone D este o pitică galbenă de tip F, situată la 191 de secunde de arc de steaua principală, cu o magnitudine  de 8,7. Alcyone C este o stea variabilă de tip Delta Scuti, magnitudinea sa variind de la 8,25 la 8,30 în 1,13 ore.
Alcyone A, steaua principală, posedă o luminozitate egală cu de 2.400 de ori cea a Soarelui, iar temperatura suprafeței sale atinge cel puțin 13.000 Kelvin. 
Viteza de rotație foarte mare a stelei (în jur de 215 km/s la ecuator, față de 4 a Soarelui și 0,93 a Pământului), a condus la formarea unui disc de gaze pe orbită în jurul astrului, prin ejecție de materie.